# 寺井啓之
寺井 啓之（てらい ひろゆき、1912年（明治45年）3月31日 - 1997年（平成9年）4月10日）は、森田流笛方能楽師。寺井久八郎家12代。

## 来歴・人物
1912年（明治45年）東京生まれ。永田町小学校、東京音楽学校 (旧制)能楽科卒業。1928年（昭和3年）より寺井鉦次郎に師事し、同年「熊坂」で初舞台を踏む。1967年（昭和42年）より日本能楽会会員。重要無形文化財「能楽」保持者（日本能楽会会員としての総合認定）。
長男は十世・寺井久八郎(森田流笛方)で、二男は寺井良雄(宝生流シテ方。2010年死去)、三男は寺井栄(観世流シテ方）で、ともに重要無形文化財「能楽」の保持者（総合認定）。孫に寺井千景（観世流シテ方）がいる。

## 受賞ほか
- 勲五等双光旭日章（1989年）
- 重要無形文化財「能楽」保持者（総合認定）（1965年）

## DVD
- 能楽名演集1 喜多流「頼政」喜多六平太 森茂好 寺井啓之 幸圓次郎 吉見嘉樹／「弱法師」友枝喜久夫、NHKエンタープライズ
- 能楽名演集3 能 喜多流「楊貴妃」友枝喜久夫 森茂好 善竹十郎 寺井啓之 横山貴俊 柿原崇志／能「居囃子 草子洗小町」友枝喜久夫、NHKエンタープライズ

## 関連文献
- 西野春雄「能界展望(平成九年)」『能楽研究 : 能楽研究所紀要』第23巻、野上記念法政大学能楽研究所、1999年3月、197-210頁、doi:10.15002/00020526、hdl:10114/00020526、ISSN 0389-9616、CRID 1390853649759206912。 物故者欄、209頁